# Cyperus laeteflorens
Cyperus laeteflorens là loài thực vật có hoa trong họ Cói. Loài này được (C.B.Clarke) Kük. mô tả khoa học đầu tiên năm 1931.